# Великобурлуцька селищна рада
Великобурлу́цька се́лищна ра́да — адміністративно-територіальна одиниця та орган місцевого самоврядування в Великобурлуцькому районі Харківської області. Адміністративний центр — селище міського типу Великий Бурлук.

## Загальні відомості
- Великобурлуцька селищна рада утворена в 1963 році.
- Територія ради: 170,6 км²
- Населення ради: 8 551 особа (станом на 2001 рік)

## Населені пункти
Селищній раді підпорядковані населені пункти:
- смт Великий Бурлук
- с. Балка
- с. Буряківка
- с. Голубівка
- с. Горяне
- с. Жуків Яр
- с. Заміст
- с-ще Канівцеве
- с. Лебедівка
- с-ще Литвинівка
- с. Манцівка
- с. Михайлівка
- с. Новоселівка
- с. Плоске
- с. Юр'ївка
- с. Яєчне

### Колишні населені пункти
- Вадбольське
- Гнилиця

## Склад ради
Рада складається з 30 депутатів та голови.
- Голова ради: Сорокін Василь Васильович
- Секретар ради: Чаплигіна Тетяна Іванівна

### Керівний склад попередніх скликань
| Прізвище, ім'я, по батькові | Основні відомості                                                              | Дата обрання | Дата звільнення |
| --------------------------- | ------------------------------------------------------------------------------ | ------------ | --------------- |
| Сорокін Василь Васильович   | Селищний голова, 1949 року народження, освіта середня спеціальна, безпартійний | 26.03.2006   | 31.10.2010      |
| Сорокін Василь Васильович   | Селищний голова, 1949 року народження, освіта середня спеціальна, безпартійний | 31.10.2010   |                 |

Примітка: таблиця складена за даними сайту Верховної Ради України

### Депутати
За результатами місцевих виборів 2010 року депутатами ради стали:

#### За суб'єктами висування
| Суб'єкт висування                 | Кількість обраних депутатів | %    |
| --------------------------------- | --------------------------- | ---- |
| Партія регіонів                   | 15                          | 50   |
| Самовисування                     | 13                          | 43,3 |
| Партія «Відродження»              | 1                           | 3,3  |
| Політична партія «Сильна Україна» | 1                           | 3,3  |

#### За округами
| № округу                          | Прізвище, ім'я, по батькові       | Дата визнання обраним | Освіта  | Партійна приналежність                  | Відомості про обраного депутата                                                                    |
| --------------------------------- | --------------------------------- | --------------------- | ------- | --------------------------------------- | -------------------------------------------------------------------------------------------------- |
| Партія «ВІДРОДЖЕННЯ»              |                                   |                       |         |                                         | |
| 29                                | Малюкова Наталія Миколаївна       | 04.11.2010            | середня | член Партії «ВІДРОДЖЕННЯ»               | ДН-5, черговий по станції                                                                          |
| Партія регіонів                   |                                   |                       |         |                                         | |
| 4                                 | Кащенко Світлана Василівна        | 04.11.2010            | середня | член Партії регіонів                    | Площанський Б/К, завідувачка                                                                       |
| 5                                 | Солодка Катерина Василівна        | 04.11.2010            | середня | член Партії регіонів                    | приватне підприємство, продавець                                                                   |
| 11                                | Ковалевська Світлана Іванівна     | 04.11.2010            | середня | член Партії регіонів                    | Великобурлуцька ЦРЛ, секретар                                                                      |
| 12                                | Павленко Ольга Анатоліївна        | 04.11.2010            | вища    | член Партії регіонів                    | Великобурлуцька загальноосвітня школа, вчитель                                                     |
| 13                                | Жерлицька Ірина Вікторівна        | 04.11.2010            | вища    | член Партії регіонів                    | Великобурлуцька районна державна адміністрація, спеціаліст                                         |
| 14                                | Пристенська Людмила Іванівна      | 04.11.2010            | вища    | член Партії регіонів                    | Великобурлуцька ЦРЛ, заступник головного лікаря                                                    |
| 15                                | Єрищенко Ольга Михайлівна         | 04.11.2010            | середня | член Партії регіонів                    | Великобурлуцька с/р, спеціаліст                                                                    |
| 16                                | Чаплигіна Тетяна Іванівна         | 04.11.2010            | вища    | член Партії регіонів                    | Великобурлуцька с/р, секретар                                                                      |
| 18                                | Качанов Андрій Сергійович         | 04.11.2010            | вища    | член Партії регіонів                    | Великобурлуцька районна лікарня ветеринарної медицини, головний спеціаліст                         |
| 19                                | Макогон Ірина В'ячеславівна       | 04.11.2010            | середня | член Партії регіонів                    | редакція газети «Радянський патріот», головний бухгалтер                                           |
| 22                                | Ярош Борис Анатолійович           | 04.11.2010            | вища    | член Партії регіонів                    | Великобурлуцька с/р, спеціаліст                                                                    |
| 23                                | Щербак Ганна Володимирівна        | 19.08.2013            | вища    | член Партії регіонів                    | Великобурлуцьке управління праці та соціального захисту населення, головний бухгалтер              |
| 24                                | Скидан Олена Борисівна            | 19.08.2013            | вища    | член Партії регіонів                    | Великобурлуцька ЦРЛ, завідувачка поліклініки                                                       |
| 25                                | Кущова Тетяна Михайлівна          | 04.11.2010            | вища    | член Партії регіонів                    | ДНЗ «сонечко», вихователь-методист                                                                 |
| 27                                | Костіна Алла Василівна            | 04.11.2010            | вища    | член Партії регіонів                    | пенсіонер                                                                                          |
| Політична партія «Сильна Україна» |                                   |                       |         |                                         | |
| 1                                 | Горєлова Лариса Вікторівна        | 04.11.2010            | середня | член Політичної партії «Сильна Україна» | Великобурлуцький територіальний центр соціального обслуговування пенсіонерів, соціальний працівник |
| Самовисування                     |                                   |                       |         |                                         | |
| 2                                 | Короткий Анатолій Петрович        | 04.11.2010            | середня | член Комуністичної партії України       | ПОСП «Бурлуцьке», охоронець                                                                        |
| 3                                 | Доля Василь Сергійович            | 04.11.2010            | середня | член Партії регіонів                    | ПП «Бурлук Автотранс», водій                                                                       |
| 6                                 | Лазнєва Любов Василівна           | 04.11.2010            | вища    | позапартійна                            | тимчасово не працює                                                                                |
| 7                                 | Келеберда Олександр Вікторович    | 04.11.2010            | середня | член Комуністичної партії України       | тимчасово не працює                                                                                |
| 8                                 | Кіндякова Ірина Юріївна           | 04.11.2010            | середня | член Комуністичної партії України       | тимчасово не працює                                                                                |
| 9                                 | Черняк Оксана Іванівна            | 04.11.2010            | середня | позапартійна                            | Шевченківський фельдшерсько-акушерський пункт, медична сестра                                      |
| 10                                | Будніченко Наталя Анатоліївна     | 04.11.2010            | вища    | позапартійна                            | Великобурлуцьке управління юстиції, провідний спеціаліст                                           |
| 17                                | Василенко Катерина Іванівна       | 04.11.2010            | середня | член Комуністичної партії України       | Великобурлуцька ЦРЛ, санітарка                                                                     |
| 20                                | Сомова Катерина Василівна         | 04.11.2010            | середня | член Партії регіонів                    | Великобурлуцька с/р, діловод                                                                       |
| 21                                | Кравченко Людмила Іванівна        | 04.11.2010            | вища    | позапартійна                            | ДНЗ «сонечко», вихователь                                                                          |
| 26                                | Лубенська Наталія Михайлівна      | 04.11.2010            | вища    | позапартійна                            | тимчасово не працює                                                                                |
| 28                                | Сохіна Наталія Миколаївна         | 04.11.2010            | вища    | позапартійна                            | районне управління пенсійного фонду, головний спеціаліст                                           |
| 30                                | Лисицький Олександр Володимирович | 26.05.2014            | вища    | член Партії «ВІДРОДЖЕННЯ»               | Куп'янська дирекція залізничного транспорту ст. Бурлук, начальник станції                          |